# ムラサキクルマナマコ
ムラサキクルマナマコ（紫車海鼠）Polycheira rufescens は、無足目・クルマナマコ科に分類されるナマコの一種。日本では相模湾以南の岩礁海岸でよく見られる。

## 特徴
体は円筒形で前後に細長く、伸びると長さ15cmに達する。全体に黒っぽい紫色で、表面の色にはややむらがある。体の断面は円形に近く、腹面がはっきりしない。体表は管足も疣足もなく平滑で、よく伸縮する。体表に横しわが入る場合もあってイモムシに似るが、外皮は薄く柔らかく、つついても硬くはならず、海水から取り出しても力なく平たくなるだけである。海水を張ったバケツの中などで揺する刺激が加わると、前後方向に縮んでラグビーボールのような形状になる。
先端の口の部分には触手が並んでいる。触手は濃い紫色で、普通は18本、先端がやや膨らんで8-16対の突起が出ており、掌状に見える。これを繰り出すように伸ばし、基盤にくっつけて縮めることを繰り返すことで歩く。
和名は紫色の体色と、皮膚にある骨片が車輪状をしていることに由来する。骨片は肉眼では見えないが、多数が集まって小さな集合体をなし、それが皮膚のあちこちに色の薄い点として見られる。

## 生息環境と分布
日本では相模湾以南、日本以外でも東南アジア、オーストラリア、インドまで、西太平洋とインド洋の熱帯・亜熱帯域に広く分布する。
分布域の潮間帯では普通に見られ、やや砂混じりの岩礁海岸でタイドプール内の石をひっくり返すとよく見られる。一カ所に多数集まっていることが多い。その多くが口のある触手の方を石のへり（海流が通う方向）に向けている。